# Juana Córdova
Juana Córdova (Cuenca, 1973) es una artista plástica ecuatoriana. Ha expuesto sus obras en las galerías más relevantes de Ecuador, Brasil, Estados Unidos, Alemania y Corea del Sur.

## Trayectoria
Realizó sus estudios en la Universidad de Cuenca hasta 1997, específicamente en la Escuela de Artes Visuales. Desde 2005 ha realizado exposiciones individuales en las principales ciudades de la Costa y Sierra de Ecuador y desde 1998 ha participado en exposiciones colectivas que muestran sus trabajos; la mayoría de estos relacionados con la naturaleza.
La construcción etérea de sus obras va inspirada partiendo de los espacios que habita. Es por esta razón que sus exposiciones individuales llevan nombres como "Alas de invierno", "A la orilla", "Lluvia de semillas", "Creciente" o "Acantilado", que han sido las más representativas desde 2015. En esta última, la artista resalta que las ideas para desarrollar su obra son el resultado de actividades tan cotidianas como caminar por la playa, observando, recolectando lo encontrado para posteriormente transformarlo. El principal objetivo de sus obras, en general, es evidenciar las relaciones entre los seres humanos y su entorno natural. 
Los primeros trabajos de la artista usaron como elemento principal a los huesos de pescado o pollo, como homenaje a los animales comestibles. En este sentido, sus obras también representan esa interacción caprichosa de satisfacción de necesidades que a su vez contribuyen al calificativo de yermo que esta le da al mundo.